# Parti libéral-démocrate (Macédoine du Nord)
Pour les articles homonymes, voir Parti libéral-démocrate.
Le Parti libéral-démocrate (en macédonien Либерално демократска партија, Parti démocratique libéral) est un parti politique macédonien créé en 1997. Il est membre de l'Internationale libérale et du parti de l'Alliance des démocrates et des libéraux pour l'Europe.